# Еміліо Б'янкі (військовик)
Еміліо Б'янкі (італ. Emilio Bianchi; 22 жовтня 1912, Сондало — 15 серпня 2015, В'яреджо) — італійський військовик, учасник Другої світової війни, нагороджений Золотою медаллю «За військову доблесть».

## Біографія
Еміліо Б'янкі народився 22 жовтня 1912 року у місті Сондало. У 1932 році добровільно вступив на службу у військово-морський флот, де здобув фах водолаза у школі Корпусу військово-морських екіпажів (італ. Corpo degli equipaggi militari marittimi). Був призначений на гідрографічне судно «Амміральйо Маньягі», яке здійснювало дослідження в Егейському та Червоному морях. у 1934 році був переведений на крейсер «Фіуме».
У 1936 році був переведений до складу 10-ї флотилії МАС у Ла-Спеції, де отримав звання сержанта.
Після вступу Італії у Другу світову війну брав участь в атаці Гібралтару восени 1940 року.
У грудні 1941 року брав участь в рейді на Александрію. Разом з Луїджі Дюраном де ла Пенне заклав міну піл лінійний корабель «Валіант», але був схоплений британськими моряками.
Внаслідок вибуху лінкор «Валіант» був виведений з ладу майже на 6 місяців.
Після закінчення війни та повернення з полону Еміліо Б'янкі продовжив військову службу. Отримав офіцерське звання, служив у навчальних центрах підводників у Ла-Спеції, Генуї, і нарешті у Військово-морській академії в Ліворно, де дослужився до капітана III рангу.
18 грудня 2014 року, у річницю атаки Александрії, брав участь у спуску підводного човна типу «Тодаро» «Шире», який отримав таку ж назву, як і човен, який доставив бойових плавців в Александрію у 1941 році.
У 2012 році, з нагоди 100-літнього ювілею, був нагороджений Президентом республіки пам'ятною медаллю.
Помер 15 серпня 2015 року.

## Вшанування
На честь Еміліо Б'янкі планувалось назвати фрегат типу FREMM Emilio Bianchi (F 599), закладений у 2021 році. Але разом з однотипним Spartaco Schergat (F 598) він був проданий Єгипту.

## Нагороди
- Золота медаль «За військову доблесть»